# Municipio de McCredie
El municipio de McCredie (en inglés: McCredie Township) es un municipio ubicado en el condado de Callaway en el estado estadounidense de Misuri. En el año 2010 tenía una población de 760 habitantes y una densidad poblacional de 7,46 personas por km².

## Geografía
El municipio de McCredie se encuentra ubicado en las coordenadas 38°57′37″N 91°57′19″O / 38.96028, -91.95528. Según la Oficina del Censo de los Estados Unidos, el municipio tiene una superficie total de 101.94 km², de la cual 100,73 km² corresponden a tierra firme y (1,19 %) 1,22 km² es agua.

## Demografía
Según el censo de 2010, había 760 personas residiendo en el municipio de McCredie. La densidad de población era de 7,46 hab./km². De los 760 habitantes, el municipio de McCredie estaba compuesto por el 95,26 % blancos, el 2,11 % eran afroamericanos, el 0,66 % eran amerindios, el 0,13 % eran asiáticos y el 1,84 % eran de una mezcla de razas. Del total de la población el 1,71 % eran hispanos o latinos de cualquier raza.